# عصام الشماع
عصام الشماع  (1955 - أبريل 2024)، مخرج وكاتب مصري. درس الطب والجراحة في جامعة عين شمس، وحصل على البكالوريوس في عام 1982. وله العديد من الأعمال الفنية التي تحمل رؤى جديدة. في 2011 انتخب نائب رئيس مجلس إدارة جمعية كتاب ونقاد السينما.

## أعماله

### تأليف
- أخلاق العبيد (فيلم) 2017
- الكبريت الأحمر ج2 - الكارما (مسلسل) 2017
- الكبريت الأحمر ج1 (مسلسل) 2016
- الفاجومي (فيلم) 2011
- قمر 14 (مسلسل) 2008
- نافذة على العالم (مسلسل) 2007
- أسلحة دمار شامل (مسلسل) 2006
- علمني حبك (فيلم) 2005
- رجل في زمن العولمة ج2 (مسلسل) 2003
- رجل في زمن العولمة ج1 (مسلسل) 2002
- راندفو (فيلم) 2001
- يا مالك قلبي (سهرة تليفزيونية) 2001
- المحاربون (مسلسل) 2000
- النمس (فيلم) 2000
- الجنتل (فيلم) 1996
- رجل مهم جدا (في إي بي) (فيلم) 1996
- عظمة يا ست (مسلسل) 1995
- توت توت (فيلم) 1993
- كروانة (فيلم) 1993
- مجانينو (فيلم) 1993
- دنيا عبد الجبار(فيلم) 1992
- كابوريا (فيلم) 1990
- الأراجوز (فيلم) 1989
- طالع النخل (فيلم) 1988

### إخراج
- الكبريت الأحمر ج2 - الكارما (مسلسل) 2017
- الفاجومي (فيلم) 2011
- قمر 14 (مسلسل) 2008
- نافذه على العالم (مسلسل) 2007
- أسلحة دمار شامل (مسلسل) 2006
- علمني حبك (فيلم) 2005
- رجل في زمن العولمة ج2 (مسلسل) 2003
- رجل في زمن العولمة ج1 (مسلسل) 2002
- يا مالك قلبي (سهرة تليفزيونية) 2001
- المحاربون (مسلسل) 2000
- رجل مهم جدا (في إي بي) (فيلم) 1996
- زياره مضحكة (سهرة تليفزيونية) 1995
- مجانينو (فيلم) 1993